# Nathan Drake
Nathan Drake (nato Nathan Morgan, detto Nate) è un personaggio immaginario e protagonista della serie videoludica Uncharted, creata e sviluppata da Naughty Dog. Appare inoltre in Uncharted: Eye of Indra, una serie di quattro cortometraggi nonché prequel di Uncharted: Drake's Fortune. Il suo doppiatore originale è l'attore Nolan North, che ha anche recitato per le scene d'intermezzo nei panni di Nate; la voce italiana è affidata a Matteo Zanotti.
Naughty Dog ha progettato Nathan Drake perché assomigliasse agli eroi dei pulp magazine, romanzi e film. Per far sì che i giocatori apprezzassero il personaggio, i designer hanno tratteggiato Drake come una persona qualunque e lo hanno vestito con t-shirt e jeans. Nel farlo, hanno attinto da numerose fonti, tra cui il temerario Johnny Knoxville, l'attore Harrison Ford e personaggi del genere avventura-azione. I designer gli hanno fornito reazioni realistiche all'ambiente: ad esempio, inciampa mentre corre, afferra a malapena le sporgenze nei lunghi salti e riconosce l'assurdità delle situazioni in cui spesso si ritrova. Drake possiede una forte personalità, e spesso scherza e fa battute durante il gioco.
Nathan Drake è stato indicato come nuova mascotte della console PlayStation 3, ed è sempre più identificato con questa piattaforma. Molti recensori hanno definito Drake "un personaggio simpatico": i critici lo avvertono come un ragazzo regolare e divertente coinvolto in situazioni pericolose. Le sue azioni ed il suo design sono comparabili a quelli di altri personaggi videoludici e cinematografici, come Lara Croft ed Indiana Jones. Diversi recensori hanno rilevato che Drake è un raro esempio di personaggio fisicamente attraente che non è stato ideato dai designer per divenire un sex symbol.
Inoltre, è un personaggio selezionabile in PlayStation All-Stars Battle Royale, il picchiaduro crossover di personaggi PlayStation uscito per PlayStation 3 e PlayStation Vita.

## Design e personalità
L'illustratore e designer Kory Heinzen ha lavorato mediante pre-visualizzazioni, concept art e design sul videogioco Uncharted: Drake's Fortune. Il concetto iniziale di Heinzen differisce leggermente dalla rappresentazione finale del personaggio. Naughty Dog voleva evidenziare la personalità di Drake attraverso le sue reazioni con ambiente e situazioni: nel farlo, ha sviluppato un'ampia gamma di animazioni per Drake, create affinché fossero fluide e realistiche; nel caso in cui una reazione non lavorasse come pianificato, o richiedesse troppo tempo, il team l'avrebbe rimossa.
Lo staff ha preso spunto da diverse fonti nella creazione di Drake: per il suo aspetto e carisma si sono basati su Johnny Knoxville. La direttrice creativa Amy Hennig ha descritto Drake "un grintoso ed affascinante misto degli attori Harrison Ford e Bruce Willis", ed ha affermato che sono stati influenzati anche dagli eroi del genere azione-avventura con stampo romantico, tra cui Cary Grant:
Richard Lemarchand, capo designer, ha elencato i personaggi Doc Savage, Tintin e John McClane, protagonista della serie Die Hard, come fonti di ispirazione per la creazione del personaggio; la prestanza fisica di Drake è stata modellata su Doc Savage, mentre la personalità è ispirata dall'identità del giramondo Tintin.
Naughty Dog voleva che Drake impersonasse archetipo dell'uomo qualunque. E. Daniel Arey, ex direttore creativo dell'azienda, ha affermato che "esiste una linea sottile che distingue un uomo nell'essere una canaglia rompiscatole, ma al contempo amabile", e che hanno sviluppato Drake per essere umano ed accessibile; Arey continua affermando che "se un eroe continuamente mostra il suo lato umano, ci mettiamo nei suoi panni e perdoniamo qualunque possibile eccesso di confidenza perché siamo tutti lì presenti insieme".

Neil Druckmann, lead designer di Uncharted 2: Il covo dei ladri, ha spiegato che Drake reagisce alle situazioni in una maniera che il giocatore possa relazionarsi con lui. Hennig ha commentato:
Josh Scherr, capo del team predisposto alle sequenze della trama di Uncharted: Drake's Fortune, ha espresso che hanno creato Drake come un "ragazzo ordinario" con nessun potere speciale. Le caratterizzazioni dovevano mostrare Drake come un personaggio fragile: non è un maestro del combattimento corpo a corpo e combatte a mani nude senza stile o destrezza. Sam Thompson, produttore di Uncharted 2: Il covo dei ladri, ha descritto le abilità nelle arti marziali di Drake "fallibili", ed ha notato che Naughty Dog ha da sempre creato personaggi di rilievo, primo fra tutti Crash Bandicoot. Con Nathan Drake, comunque, la compagnia voleva produrre un personaggio più comune, che non possedesse lo stesso livello di confidenza e che fosse soprattutto più realistico.
Nolan North, l'attore a cui è affidata la voce di Drake, ha un ruolo fondamentale nella definizione delle reazioni fisiche e vocali del personaggio. Nella serie di Uncharted, infatti, gli attori sono impiegati per i filmati d'intermezzo e recitano come se fossero realmente in un film. A North è stato inoltre consentito di inserire alcuni aspetti della sua personalità nel personaggio. Riguardo al nome il team ha considerato, prima di optare per Nathan, i nominativi Ethan, Samuel e John; inizialmente era stata contemplata molto seriamente l'idea di chiamarlo Matthew Drake, ma i game tester non ne ebbero una buona impressione. Naughty Dog decise infine di chiamarlo Nathan Drake, oltre per la possibilità di essere abbreviato in Nate, anche per la percezione che lo fa sembrare storico. Il design di Drake è stato leggermente cambiato tra Drake's Fortune e Among Thieves.

### Aspetto
L'aspetto esteriore di Drake è abbastanza generico e consiste in una semplice t-shirt bianca e jeans nel primo gioco, mentre nel secondo la maglietta è marrone chiaro; nel terzo capitolo, invece, Drake indossa una maglietta verde militare. Indossa un paio di scarpe molto simili alle Chuck Taylor All-Stars. I programmatori hanno progettato un sistema di animazione tale da rendere i movimenti e le reazioni di Drake realistici: ciò ha permesso la realizzazione di un complesso sistema di mappatura facciale. La corporatura di Drake è buona, ma non eccessivamente muscolosa. Il suo aspetto ha subìto piccole modifiche in Uncharted 2: Il covo dei ladri.
La camicia di Drake è sempre dentro i pantaloni su un solo lato, un attributo che i commentatori hanno definito "half-tuck", termine coniato dal game designer Tim Schafer; in questo modo si è cercato di rendere l'aspetto di Drake più asimmetrico.
Inoltre, Drake indossa una cintura con una fibbia che cambia in ogni capitolo del videogioco.

### Cinture di Nathan Drake
In tutti gli episodi della saga, Nathan Drake indossa una caratteristica cintura dei suoi jeans, con una fibbia differente in ogni capitolo, e i disegni rappresentati su quest'ultima hanno dei riferimenti con il gioco:
- Uncharted: Drake's Fortune - il disegno sulla fibbia rappresenta un Jolly Roger, un teschio con due spade incrociate, in riferimento al corsaro Francis Drake.
- Uncharted 2: Il covo dei ladri - il disegno sulla fibbia mostra un sol levante, l'alba, e vuole rappresentare l'ambientazione del gioco che si svolge nell'asia orientale, dove appunto il sole sorge.
- Uncharted 3: L'inganno di Drake - il disegno sulla fibbia mostra un ferro di cavallo, che sta ad indicare la fortuna, la buonasorte che assiste (e che ha sempre assistito) Drake in quella che è la sua avventura più pericolosa.
- Uncharted 4: Fine di un ladro - in questo capitolo Nate non presenta alcuna fibbia particolare, indossa una semplice cintura, facendo intendere la sua “fine di avventure” come ladro di tesori.

## Età
- 31 anni in Uncharted: Drake's Fortune
- 33 anni in Uncharted 2: Il covo dei ladri
- 35 anni in Uncharted 3: L'inganno di Drake
- 38 anni in Uncharted 4: Fine di un ladro e 51 nell'epilogo

## Legame con Francis Drake e infanzia
Nate afferma più volte di essere il discendente del corsaro inglese Sir Francis Drake, benché questi non abbia avuto figli, ma egli argomenta che il corsaro ebbe una relazione oltremare dalla quale sarebbe nato un figlio, suo avo. In Uncharted 3: L'inganno di Drake, però, emerge quella che sembri a tutti gli effetti la verità: Nate non sarebbe affatto il pronipote di Francis Drake, ma anzi il suo vero nome (non rivelato) non sarebbe nemmeno "Nathan Drake". L'antagonista principale del terzo capitolo della serie, Katherine Marlowe, afferma che la sua storia sembra uscita da un romanzo di Dickens poiché la madre si suicidò e il padre non lo riconobbe come figlio, per cui all'età di cinque anni fu affidato alle cure di un non meglio precisato orfanotrofio St. Francis, da cui probabilmente avrebbe tratto il suo nome.
Nel quarto capitolo, tramite un flashback, viene rivelata la verità e il suo vero nome: Nathan Morgan. Mentre da bambino viveva nell'orfanotrofio, Nate ricevette la visita di suo fratello Sam, il quale gli rivelò di aver scoperto dove si trovavano gli appunti della madre. Così, di nascosto, i due si recarono in una villa colma di cimeli e tesori provenienti da ogni parte del mondo e, dopo averla perlustrata, trovarono in una scatola il diario appartenuto alla genitrice. Vennero colti sul fatto dall'anziana padrona di casa, la quale aveva chiamato precedentemente la polizia, pensando che i due fossero dei ladri. Dopo aver scoperto la loro identità, rivelò che la loro madre, Cassandra Morgan, era la sua più fidata collaboratrice nonché la migliore studiosa di tesori che avesse mai conosciuto e pertanto, decise di restituire loro il diario della donna, affermando che era "tanto suo, quanto loro". Tuttavia, pochi istanti dopo, l'anziana morì di attacco di cuore, perciò i ragazzi furono costretti alla fuga dalla polizia che nel frattempo era giunta sul posto. Raggiunto un luogo sicuro, Sam affermò che lui e Nate erano nati per diventare cacciatori di tesori e quindi, per sfuggire al loro passato ed iniziare una nuova vita, decisero di rendere onore alla madre, la quale formulò la teoria che Sir Francis Drake avesse avuto degli eredi. Fu quello il momento in cui i due decisero di cambiare il cognome da Morgan a Drake.
All'età di quindici anni Nate, ossessionato da Francis Drake, si trova a Cartagena de Indias (città legata al corsaro per un suo attacco alla città a cavallo tra il XVI e XVII secolo) per impadronirsi dell'anello del suo presunto avo. In questa occasione conosce e stringe una forte amicizia con Victor Sullivan, suo futuro mentore, anche lui intento nel rubare l'anello e un "decrittatore" (avente come chiave l'anello stesso) per Katherine Marlowe.

## Comparse

### Uncharted: Drake's Fortune
Drake è sulle tracce di un tesoro sito in un'isola tropicale. Aiutato dalla reporter Elena Fisher, riporta alla luce la bara del suo avo Sir Francis Drake, localizzata grazie alle coordinate incise nell'anello che Drake porta al collo. La bara in realtà non contiene le spoglie del corsaro, bensì un diario a lui appartenuto nel quale sono scritte le indicazioni per raggiungere El Dorado. Sfortunatamente i pirati attaccano e distruggono l'imbarcazione, ma l'amico Victor Sullivan li trae in salvo. Ben presto Drake e Sully scoprono che El Dorado non è una città d'oro, ma un enorme idolo d'oro che gli Spagnoli hanno portato in un'isola sperduta in mezzo all'oceano diversi secoli prima. I due scoprono inoltre un U-boat in mezzo alla foresta amazzonica, arrivando a capire che perfino i nazisti erano sulle tracce dell'idolo, ma vengono intercettati dai mercenari guidati da Gabriel Roman e dal suo braccio destro Atoq Navarro. Sully cade a terra dopo che Roman gli ha sparato, Drake fugge, incontra Elena (che stava pedinando i protagonisti) e fuggono per poi recarsi all'isola sperduta grazie alle coordinate trovate nell'U-boat.
In prossimità dell'isola, un attacco antiaereo costringe Drake ed Elena a gettarsi con il paracadute. Drake va alla ricerca di Elena giungendo sino ad una fortezza. Insieme cercheranno il tesoro scappando da Roman e dai pirati di Eddie Raja, salveranno Sully (che non è morto per lo sparo) e scopriranno una terribile verità. L'idolo è in realtà un sarcofago, al cui interno è presente una mummia che rilascia nell'aria spore, le quali rendono esseri mutanti gli uomini: l'isola stessa brulica di questi mostri, che sono gli Spagnoli stessi colpiti dalla "maledizione". Drake riesce infine a sconfiggere Navarro ed insieme ad Elena e Sully abbandonano l'isola maledetta con diverse piccole casse di tesori.

### Uncharted 2: Il covo dei ladri
Drake viene ingaggiato da un vecchio amico, Harry Flynn, per rubare da un museo in Turchia una piccola lampada risalente all'epoca dei viaggi di Marco Polo. Con l'aiuto della sua ex fidanzata, Chloe Frazer, Drake e Flynn raggiungono la sala dove è custodito l'artefatto, ma scoperto il segreto che custodiva Flynn tradisce Drake ed il nostro amico finisce in prigione, finché Sully non lo raggiunge tre mesi dopo insieme a Chloe. Drake si rende conto che il vero scopo del furto risiedeva nella scoperta del luogo dove la flotta di Marco Polo di ritorno in Italia affondò in circostanze misteriose.
Flynn lavora per il criminale di guerra Zoran Lazarevic, che è alla ricerca della Pietra Cintamani. Insieme a Chloe ed Elena, Drake seguirà Lazarevic in Nepal attraverso città distrutte dalla guerra e montagne di ghiaccio, rischiando più di una volta la morte. Infine, in un monastero abbandonato e sperduto sulla catena dell'Himalaya, giunge a Shambala e scopre la verità: la pietra è in realtà resina solida, e questa resina sgorga dall'Albero della Vita al centro di Shangri-La. Sconfitto Lazarevic alle radici dell'Albero, il trio fugge dalla città scossa dal terremoto e trova riparo nel villaggio tibetano vicino, dove Drake ed Elena si baciano e cominciano la loro relazione.

### Uncharted: Eye of Indra
Uncharted: Eye of Indra è un prequel composto da fumetti animati e narra gli eventi immediatamente precedenti ad Uncharted: Drake's Fortune.
Nathan viene ingaggiato da un boss malavitoso americano di nome Daniel Pinkerton di stanza in India; questi gli chiede di trovare l'ultimo ed il più prezioso di tre artefatti di cui due già in suo possesso: l'"Occhio di Indra". Drake scopre che l'artefatto in questione si trova in uno di quelli in possesso di Pinkerton e decide di rubarlo. Ad aiutarlo nell'impresa c'è Rika Raja e suo fratello, Eddie Raja. Sfortunatamente il colpo va male ed i tre vengono catturati (Drake ed Eddie vengono anche torturati). Grazie ad uno stratagemma riescono a ribaltare la situazione e Rika uccide Pinkerton. Alla fine, però, si scopre che ella faceva il doppio gioco e scappa con l'amuleto. Tre giorni dopo vediamo Drake informare Sully che incontrerà una giornalista (Elena Fisher) per recuperare la tomba di Sir Francis Drake...

### Uncharted 3: L'inganno di Drake
La trama è incentrata sullo scontro di Drake e Sullivan con una setta cospirativa le cui radici affondano nei secoli fino a 400 anni prima, ai tempi del regno della regina Elisabetta I d'Inghilterra, guidata da Katherine Marlowe. Centrale è la contesa dell'anello di Drake, la cui lotta per il possesso spinge Nate e Sully in un viaggio attorno al mondo, fino al cuore del deserto arabico.

### PlayStation All-Stars Battle Royale
Drake è un personaggio utilizzabile, e il suo rivale prima dello scontro con il boss finale è Sly Cooper.

### Uncharted 4: Fine di un ladro
Nell'ultimo episodio della tetralogia Nathan Drake ormai ritiratosi da quel mondo è costretto a mettersi sulle tracce di Henry Avery e del più grande tesoro pirata mai esistito e concludere così un viaggio iniziato molti anni prima insieme a suo fratello Sam. Questa ricerca lo porterà a Libertalia.